# Eric Odhiambo
Eric Geno Sije Odhiambo (Oxford, 12 maggio 1989) è un ex calciatore inglese, di ruolo attaccante.

## Biografia
Suo fratello maggiore Eddie è stato a sua volta un calciatore professionista.

## Carriera

### Giocatore
Dopo aver giocato nei settori giovanili di Oxford Utd e Leicester City viene aggregato alla prima squadra delle Foxes, militante nella seconda divisione inglese, a partire dalla stagione 2006-2007, durante la quale il 24 ottobre 2006 fa anche il suo esordio tra i professionisti, nella partita di Coppa di Lega che il club di Leicester perde per 3-2 in casa contro l'Aston Villa, club di prima divisione. Nel prosieguo della stagione non gioca ulteriori partite con le Foxes, e nell'agosto del 2007 passa in prestito per un mese in terza divisione al Southend Utd. Il suo prestito viene esteso prima per un secondo e poi per un terzo mese, e così Odhiambo torna al Leicester City il 29 ottobre 2007, dopo un totale di 5 presenze in campionato ed una presenza nel Football League Trophy. Dopo aver giocato una partita di FA Cup con il Leicester City, nel gennaio del 2008 passa in prestito fino a fine stagione al Dundee Utd, club della prima divisione scozzese, con cui conclude la stagione giocando 4 partite di campionato. Terminato anche questo prestito fa ritorno al Leicester City, nel frattempo retrocesso in terza divisione: non trovando spazio in campo, il 27 novembre 2008 viene ceduto in prestito per un mese ai londinesi del Brentford, a loro volta militanti in terza divisione; anche alle Bees non trova spazio (gioca infatti solamente una partita ufficiale, in un incontro di FA Cup) e così torna al Leicester City, con cui il 30 gennaio 2009 concorda una rescissione consensuale anticipata del suo contratto per firmare il giorno stesso un contratto fino a fine stagione con l'Inverness, club della prima divisione scozzese; qui il 16 febbraio 2009 segna il suo primo gol in carriera tra i professionisti, aprendo le marcature nella partita poi pareggiata per 1-1 sul campo del Dundee United, suo ex club. A fine anno l'Inverness retrocede in seconda divisione ma Odhiambo, nonostante lo scarso impiego (8 presenze in campionato), firma un nuovo contratto di un anno; nonostante un infortunio che lo tiene lontano dal campo nelle fasi iniziali dell'annata, con 5 reti in 23 presenze (più una presenza in Coppa di Scozia ed una presenza nello Scottish Challenge Cup) contribuisce alla vittoria del campionato dell'Inverness, che torna immediatamente in prima divisione. L'attaccante inglese firma poi un ulteriore contratto di un anno, e trascorre la stagione 2010-2011 giocando con grande regolarità, per un totale di 32 presenze e 4 reti in incontri di campionato, 2 presenze in Coppa di Scozia e 2 presenze con una rete in Coppa di Lega. A fine stagione l'Inverness non rinnova tuttavia il suo contratto in scadenza, lasciandolo svincolato.
Una volta rimasto senza squadra, dopo breve tempo Odhiambo si trasferisce in Turchia firmando un contratto della durata di tre anni con il Denizlispor, club di seconda divisione; ad inizio stagione gioca con buona regolarità ma quasi sempre subentrando dalla panchina a partita iniziata, ed il 15 ottobre 2011 segna il suo primo gol turco (che a posteriori si rivelerà anche essere l'unico in partite ufficiali in tutta la stagione 2011-2012), nella sconfitta per 5-2 sul campo del Bucaspor. A fine anno le sue presenze in partite ufficiali sono complessivamente 29 (28 in campionato ed una in Coppa di Turchia); l'anno seguente, invece, dopo aver segnato un gol in 4 partite di campionato, da fine dicembre rimane fuori rosa fino a fine stagione per una disputa contrattuale con il club, con cui alla fine della stagione 2012-2013 rescinde il contratto per tornare in Inghilterra: in particolare, il 19 settembre 2013 firma un contratto valevole fino al 7 gennaio 2014 con l'Hereford Utd, club della quinta divisione inglese, con cui segna un gol in 7 partite di campionato, a cui aggiunge anche una presenza in FA Cup. Si accasa quindi agli Sligo Rovers, club della prima divisione irlandese: il 2 febbraio 2014 esordisce con la nuova maglia segnando una tripletta nella vittoria per 4-1 sul campo dei nordirlandesi dei Crusaders in una partita di Setanta Sports Cup, competizione che peraltro il suo club vincerà. Nel prosieguo della stagione oltre a giocare una partita in Coppa d'Irlanda ed una partita in Coppa di Lega mette a segno 2 gol in 14 presenze nella prima divisione irlandese, per poi una volta finito il campionato (che in Irlanda coincide con l'anno solare) tornare in Inghilterra per giocare al Brackley Town, club di Conference North (sesta divisione). Si ritira infine nel 2020, dopo aver giocato a livello semiprofessionistico anche con le maglie di Kidlington, North Leigh, nuovamente Kidlington, Sileby Rangers, Abingdon United ed ancora Kidlington.

### Allenatore
Dopo il ritiro ha allenato al Coventry City, prima come vice e poi come allenatore della formazione Under-18 del club.

## Palmarès

### Giocatore

#### Competizioni nazionali
- Scottish First Division: 1

Inverness: 2009-2010

#### Competizioni internazionali
- Setanta Sports Cup: 1

Sligo Rovers: 2014

#### Competizioni regionali
- Northamptonshire Senior Cup: 1

Brackley Town: 2014-2015